# Primera B 2013
In 2013 werd het 62ste seizoen gespeeld van de Primera B, de tweede hoogste voetbalklasse van Chili. De competitie werd gespeeld van 9 februari tot 2 juni. Dit seizoen heette de competitie Torneo Transición de la Primera B de Chile omdat er werd overgeschakeld van een kalenderjaarseizoen naar een seizoen volgens Europees model dat begint in de zomer en eindigt in de lente van het daaropvolgende jaar. Universidad de Concepción werd kampioen. 

## Eindstand

### Groep Noord
| Plaats | Club                 | Wed. | W | G | V | Saldo | Ptn. |
| ------ | -------------------- | ---- | - | - | - | ----- | ---- |
| 1.     | Coquimbo Unido       | 12   | 6 | 4 | 2 | 20:11 | 22   |
| 2.     | Magallanes           | 12   | 6 | 3 | 3 | 21:18 | 21   |
| 3.     | Santiago Morning     | 12   | 5 | 6 | 1 | 17:10 | 21   |
| 4.     | Unión San Felipe     | 12   | 4 | 4 | 4 | 11:16 | 16   |
| 5.     | Deportes La Serena   | 12   | 3 | 3 | 6 | 11:15 | 12   |
| 6.     | Deportes Copiapó     | 12   | 3 | 3 | 6 | 12:17 | 12   |
| 7.     | San Luis de Quillota | 12   | 3 | 1 | 8 | 14:19 | 10   |

|  | Geplaatst voor promotie play-off |

### Groep Zuid
| Plaats | Club                      | Wed. | W | G | V | Saldo | Ptn. |
| ------ | ------------------------- | ---- | - | - | - | ----- | ---- |
| 1.     | Curicó Unido              | 12   | 6 | 5 | 1 | 17:9  | 23   |
| 2.     | Universidad de Concepción | 12   | 6 | 4 | 2 | 15:4  | 22   |
| 3.     | Naval                     | 12   | 5 | 3 | 4 | 14:14 | 18   |
| 4.     | Deportes Concepción       | 12   | 4 | 5 | 3 | 14:14 | 17   |
| 5.     | Unión Temuco              | 12   | 4 | 2 | 6 | 16:22 | 14   |
| 6.     | Barnechea                 | 12   | 3 | 3 | 6 | 15:21 | 12   |
| 7.     | Lota Schwager             | 12   | 2 | 2 | 8 | 916   | 8    |

## Promotie play-off
|  | halve finale              | halve finale | halve finale | halve finale |  |                           | finale | finale | finale | finale |
|  |                           |              |              |              |  |                           |        |        |        |        |
|  |                           |              |              |              |  |                           |        |        |        |        |
|  | Curicó Unido              | 2            | 1            | 3            |  |                           |        |        |        |        |
|  | Magallanes                | 1            | 0            | 0            |  |                           |        |        |        |        |
|  |                           |              |              |              |  | Curicó Unido              | 1      |        | 1      |        |
|  |                           |              |              |              |  | Universidad de Concepción | 2      |        | 2      |        |
|  | Coquimbo Unido            | 1            | 1            | 2            |  |                           |        |        |        |        |
|  | Universidad de Concepción | 3            | 1            | 4            |  |                           |        |        |        |        |